# Patrick Amoah
Pour les articles homonymes, voir Amoah.
Patrick Amoah est un joueur de football suédois né à Solna en Suède le 18 août 1986. Son poste de prédilection est attaquant.

## Palmarès
Djurgårdens IF
- Champion de Suède (1) : 2005
- Vainqueur de la Coupe de Suède (2) : 2004, 2005